# James Corrigan
James Corrigan (17 de octubre de 1867 – 28 de febrero de 1929) fue un actor cinematográfico de nacionalidad estadounidense, activo en la época del cine mudo. 
Nacido en Dayton, Ohio, actuó en 16 filmes entre 1920 y 1927. Falleció en Los Ángeles, California. Estuvo casado con la actriz Lillian Elliott, con quien tuvo un hijo, Lloyd Corrigan, que trabajó en Hollywood como actor, director y guionista cinematográfico.

## Selección de su filmografía
- Brewster's Millions (1921)
- Her Reputation (1923)
- The Man from Wyoming (1924)